# Vizualitás
A XXI. századot akár a vizualitás korszakának is tekinthetjük, ránk gyakorolt beolyása elől senki nem tud kitérni. Determinálja a szemléletünket, gondolkodásunkat, ízlésünket, valamint értékítéleteinket egyaránt.
A vizualitás, azaz láthatóság, láttatás a tárgyak, események, érzések, gondolatok, fogalmak  képi megjelenítése. Lényege  a képlátás, ami optikai és vizuális természetű egyszerre. 
Az optikai inger érzékleti jellegű, a vizuális észlelet pedig az ingerületek komplexitását jelenti. A retina homorú mezőjén kétdimenziós „síkkép” keletkezik, és a komplex téri kép már a látókéregben jelenik meg.
Alapfogalmai: nézés és látás. A nézés során az optikai kép a szemfenéken jelenik meg; ez a fogalom az érzékeléshez kapcsolódik. A látás során a kép sematikusan az agykéregre vetül, így ez az észleltekhez fűződik. Az evolúció során érzékszerveink közül a látás alakult ki legkésőbb. Látószervünk a szemből, a látóidegekből és az agy bizonyos részeiből áll. A két szemünkkel látott kép egymástól kismértékben eltér, de ezt agyunk térbeli képpé alakítja át. Ez a legfontosabb érzékelésünk, az információk 83%-a vizuális módon jut el hozzánk. A vizualitás, a látható világ és környezetünk minden eleme természetesnek tűnik, bár ezek az egyértelmű dolgok igen sok mindentől függnek. A szemünkben lévő csapok (melyek a színek látását teszik lehetővé) és pálcikák (melyek a sötét-világos megkülönböztetéséért felelősek) bonyolult fotokémiai folyamatai alakítják a képet ingerré, amely az idegpályákon jut el az agy látókérgébe. Ezek az impulzusok itt képérzetté alakulnak. A képnek a vizuálisan megragadható elemei mindig optikai természetűek: színek, foltok, tónusok és ezen elemek csoportjai.

## A képalkotás változatai
- Szemléleti kép: a látványból a látás útján belső kép lesz. A belső kép vagy szemléleti kép már látott kép. A látvány optikai tulajdonságait a képzeteinkkel egyeztetve a látvány felismerhetővé válik. A látvány optikai ingerei által kiváltott pszichológiai reakció a vizuális élmény. Főként a szocializáció során megélt élménytartalmakon, emlékképeken és képzeteken múlik az egyén szubjektív vizuális élménye.
- Képalakítás imitáció (utánzás) útján: a látvány vizuális megörökítése, képi utánozása. Ennek során valójában a látványról formálódó szemléleti képet formálják meg anyagi eszközökkel.
- Képalakítás megjelenítés kifejezés útján: ilyen a fejből, fantáziából történő rajzolás, képalkotás. Ekkor a szemléleti képnek nincs kötödése a konkrét látványhoz, például terv vagy elgondolás esetén. Ezek emlékképek, képzetek vagy fantáziaképek összeállításából születnek.
- Szemléleti mű befogadása: egy megalkotott, komponált látvány szemlélete, s az érzéklés-észlelés folyamatában történő saját belső kép megalkotása.

## A vizualitás dimenzió
- Vizuális emlékezet
  - Baddeley és Hitch (1974) háromkomponensű munkamemória-modellje írja le legjobban a rövidtávú vizuális emlékezetet. A verbális és a téri- vizuális információk, emlékek két modalitásspecifikus alrendszerben kerülnek átmeneti tárolásra és frissítésre. Ennek egyik része a Téri-vizuális vázlattömb, mely a téri-vizuális információk átmeneti megtartását hivatott elvégezni. A téri munkamemória vizsgálatára alkalmas a Corsi-kocka vizsgálat, mely a téri-vizuális információk megtartását vizsgálja képzeleti instrukciók nélkül.
- Vizuális megismerés "A vizuális nyelv minden más kommunikációs eszköznél hatékonyabban képes a tudást terjeszteni. Segítségével az ember tárgyi formában fejezheti ki és adhatja tovább tapasztalatait. A vizuális kommunikáció egyetemes és nemzetközi: nem ismeri a nyelv, a szókincs vagy a nyelvtan korlátait; egyaránt megérthetik írástudatlanok és művelt emberek. Tényeket és eszméket nagyobb mértékben és mélyebbre hatolva tud közvetíteni a vizuális nyelv, mint más kommunikációs eszközök. A statikusan verbális fogalmat a dinamikus képnyelv érzéki elevenséggel képes életre gerjeszteni." (Kepes, 1979, 6. old.)
- Vizuális kommunikáció
- Vizuális nevelés folyamatai
  - Nyomat
  - Nyomda
  - Festés
  - Rajzolás
  - Varrás
  - Drótozás
  - Ragasztás
  - Gyurmázás
  - Hajtogatás
  - Kötözés
  - Vegyes technikák
  - Bábkészítés

## Optikai csalódások
Az optikai csalódások, illúziók a külvilág információinak törvényszerűen téves leképződései, téves értelmezésre vezető, ellentmondásos látványkonstrukciói. Attól függetlenül létrejönnek, hogy tudjuk-e az igazságot, mely szembenáll a látottakkal. Ezek az érzékcsalódások szinte mindenkinél azonosan funkcionálnak, emiatt pedig a vizuális kommunikáció szempontjából alapvető jelentőségűek. Ilyenek lehetnek például a méretcsalódások, az utókép, a téves irány- és helyzetérzékelés.